# Burzum
Burzum var et norsk black metal-band project, der havde en stor indflydelse på undergrundsmiljøet i Norge i de tidlige 90'ere. Bandets eneste medlem – den nyligt løsladte Varg Vikernes – anses for at være hovedansvarlig for black metals udbredelse i verden i løbet af 90'erne.
Burzum var et af de mest kendte bands fra den "anden bølge af black metal", og bandet spillede, modsat de fleste andre bands fra bølgen, black metal med et ekstremt fokus på ensformighed og gentagelser i musikken – en form for musik, som mange andre bands har taget til sig, deriblandt amerikanske bands såsom Leviathan og Xasthur og danske Angantyr, som i øvrigt også alle kun har et enkelt medlem.
Burzum har foreløbig udgivet ni album. Bandets musik opdeles generelt i tre: De fire første album var proto-black metal, hvorimod de næste to har været ambientalbum. Fra og med 2010 er stilen black metal igen.
Bandets navn stammer fra Mordors sorte sprog (fra J. R. R. Tolkiens trilogi Ringenes Herre), hvor "burzum" direkte oversat betyder "mørket". Det blev oprindeligt dannet under navnet "Uruk-Hai", en orkrace i Ringenes Herre, og Varg Vikernes gik oprindeligt under dæknavnet "Count Grishnackh", som er en ork fra Ringenes Herre – hvilket er medvirkende til at han i de norske dagblade fik navnet "Greven".

## Biografi

### Den første tid
Bandet Burzum blev stiftet af Vikernes i 1991, som et enmandsprojekt. Samme år udgav Burzum to demoer, den første indeholdt kun tre instrumentale numre, mens den anden indeholdt stort set alle de numre som senere ville blive udgivet på Burzums første studiealbum. 
Vikernes indsendte den anden demo til pladeselskabet Deathlike Silence Productions, som var blevet stiftet af Mayhem-guitaristen Øystein Aarseth et par år tidligere, og fik en kontrakt, og de udsendte  en demosingle, som i marts samme år blev fulgt af udgivelsen af bandets første studiealbum, Burzum.
Albummet blev lunkent modtaget i det spirende black metal-miljø, og Burzum forblev totalt ukendt for de fleste.
Året efter, 1993, udgav Burzum sin første ep, Aske. Aske blev lidt omtalt på grund af det kontroversielle albumomslag som viste resterne af Fantoft stavkirke, efter den var brændt ned til grunden 6. juni 1992.
Flere mener at Vikernes selv tog billederne af kirken, og nogle mener endda at han selv spillede en rolle i nedbrændingen.[kilde mangler] En limited edition-udgave af ep'en inkluderede en lighter sammen med pladen. Ep'en er en af de eneste udgivelser hvor Vikernes ikke selv spiller alle instrumenter, da Samoth fra bandet Emperor spiller bas derpå.
Aske blev, ligesom Burzum, næsten ignoreret af miljøet, og dette var medvirkende til at Vikernes besluttede sig for at stille op til et interview.

### Interview og første arrestation
I januar 1993 blev Burzums frontmand, Varg Vikernes, interviewet anonymt af to unge norske journalister fra avisen Bergens Tidende, for at kunne skabe noget fokus på hans musik i Burzum. Interviewet var meget amatøragtigt og blev ikke trykt i avisen. En journalist på Bergens Tidende, Finn Bjørn Tønder, fandt dog interviewet interessant, og især slutningen af artiklen, som lød 
"Og for øvrigt har denne person, eller hans miljø, sat ild til otte kirker og dræbt en homo i Lillehammer"
 Efterfølgende fik journalisten Tønder selv arrangeret et møde med Vikernes.
Mod et løfte om maksimal omtale af hans musik, gik Vikernes med til at forklare om kirkeafbrændingerne. I interviewet beskrev Vikernes sig selv som satanist – en betegnelse som han senere har benægtet flere gange. 
Oprindeligt havde Vikernes også bestemt at der ikke måtte tages billeder under interviewet, men han lod sig dog til sidst overtale til at tillade et enkelt fotografi – uvidende om at netop det billede senere ville cirkulere verden rundt og inspirere mange unge.
Hvad der efterfølgende skete er uklart: Vikernes påstår at Tønder efter interviewet gik direkte til politiet med oplysningerne hvorefter Bergens Tidende kunne bringe historien uden at Vikernes havde mulighed for at afkræfte den, mens Tønder hævder at efterhånden som han krydstjekkede informationer fra interviewet med politiets, fattede politiet interesse for sagen og undersøgte den nærmere, og at bladet besluttede sig for at bringe historien fordi "det stemte overens alt sammen". Politiet har bekræftet Vikernes' version, men undskyldt sig med at "det var jo en speciel sag".
Uanset hvorfor, så stormede politiet kort efter Vikernes' lejlighed, arresterede ham sigtet for kirkeafbrændinger og varetægtsfængslede ham i fire uger. I efterfølgende afhøringer hos politiet benægtede Vikernes alle anklager mod ham.

### "Satanistsagen"
Efter Vikernes blev arresteret fattede størstedelen af de norske medier interesse for "satanistsagen", som den blev døbt, og Vikernes, eller "Greven" som Bergens Tidende havde døbt ham ud fra hans kunstnernavn Count Grishnackh, kom pludselig på alles læber – også internationalt, hvor Vikernes bl.a. oplevede at komme på forsiden af Kerrang!.
Efterfølgende begyndte flere norske medier at grave dybere i "satanisme-miljøet", og black metal begyndte at blive kendt i offentligheden. På denne måde var Vikernes ansvarlig for en stor del af black metals storhedstid i medierne i midten af 1990'erne. Mediecirkusset udviklede sig, og udover at betegne black metal-miljøet som satanister, noget som Jørn "Necrobutcher" Stubberud fra Mayhem senere har benægtet, begyndte der også at fremkomme anklager om rituelle mord og pædofili mod black metal-miljøet. Det havde dog intet på sig overhovedet. Af den grund blev flere andre medlemmer af black metal-miljøet vrede på Vikernes over hans afsløringer i Bergens Tidende. Vikernes har omvendt forsvaret sig:
| Citat                                          | For de fleste i det miljø var det musikken der betød noget. De var ikke interesserede i at stå frem som nogen der mente noget og havde interessante meninger. Det interview stillede dem jo i den position at enten så skulle de stoppe med at have det image, eller også skulle de forsvare det. Ellers ville de blive latterlige. Den situation brød de sig ikke om - så blev de tvunget til at tage et standpunkt. Og så beskyldte de mig, jeg fik det til at ske, og så blev de vrede på mig. | Citat |
| Varg Vikernes om interviewet i Bergens Tidende | |       |

Vikernes anklagede også Aarseth for at have været misundelig på Vikernes selv over, at det nu var ham der fik al opmærksomheden.
Vikernes blev endelig løsladt fra fængslet i midten af 1993, da politiet ikke havde beviser nok imod ham. I sommeren 1993 tog fjendtligheden til mellem Vikernes og Aarseth, og det kom flere gange til dødstrusler mellem de to.

### Nye album og anden arrestation
Omkring samme tid udgav Burzum sit andet studiealbum, Det som engang var, med materiale der var blevet indspillet 16 måneder tidligere, i april 1992. Til at begynde med udgav Vikernes 950 eksemplarer af albummet gennem sit eget pladeselskab, Cymophane, da Vikernes var blevet uvenner med DSP, som havde udgivet hans debutalbum og Aske. Senere blev albummet dog genudgivet af det London-baserede pladeselskab Misanthropy. Det som engang var var dog knap blevet udgivet før Burzums frontmand, Vikernes, blev arresteret og sigtet for mordet på Øystein Aarseth. Den efterfølgende retssag og massive pressedækning af Vikernes førte til at albummet blev mere kendt end sin forgænger.
I april 1994, mens Vikernes sad varetægtsfængslet, udgav han Burzums tredje album, Hvis Lyset Tar Oss, som ligeledes indeholdt materiale fra 1992. På dette album fortsatte Vikernes sine eksperimenter med ambient-musik og videreudviklede den monotoni i hans musik, som allerede var begyndt at vise sig på Det som engang var, hvilket tydeligst kan ses i slutnummeret "Tomhet". Vikernes begyndte også at forlænge de enkelte sange på dette album – det bestod kun af fire numre, men var alligevel længere end begge sine forgængere. Albumomslaget var en illustration lavet af den norske kunstner Theodor Kittelsen.
Albummet blev godt modtaget af black metal-miljøet, hvor Vikernes allerede på det tidspunkt var ved at opnå stor berømmelse. Hvis Lyset Tar Oss blev af mange betragtet som et springbræt mellem den tydelige black metal på Burzum, Aske og Det som engang var, og den elektroniske musik som ville komme på Dauði Baldrs og Hliðskjálf. Varg Vikernes har selv beskrevet Hvis Lyset Tar Oss som "Det bedste Burzum-album".

### Succes og fængsling
I august 1994 blev Varg Vikernes dømt for overlagt drab, ildspåsættelse af en kirke i Oslo, Skjold kirke i Vindafjord, og Åsane kirke i Bergen, samt forsøg på ildspåsættelse af Storetveit Kirkes klokketårn i Bergen. Samlet blev han idømt 21 års fængsel – hvilket er den strengeste straf i norsk lovgivning. Flere mente at en del af grundlaget for den hårde straf lå i, at Vikernes på det tidspunkt var noget nær en guru for mange unge nordmænd, og retten ville statuere et eksempel for at undgå at andre skulle lade sig inspirere af hans handlinger.
I 1995 genudgav Misanthropy Records Burzum og Aske, som de havde overtaget distributionen af efter Øystein Aarseths død i 1993. Disse blev slået sammen til Burzum/Aske.
I 1996, udgav Burzum så sit fjerde studiealbum, som fik titlen Filosofem. Albummet indeholdt materiale indspillet tilbage i 1993, hvorpå Vikernes eksperimenterede videre i forskellige retninger. Blandt andet var guitar og vokal på albummet voldsomt mere forvrænget end de havde været på tidligere album. Monotonien i musikken blev øget voldsomt, og de fleste af sangstrukturerne kørte nu i endnu mere ensformige spor. Enkelte numre skilte sig dog ud på albummet, deriblandt det meget hurtige, monotone nummer "Jesu Død" og et 25 minutter langt ambient-nummer med den kryptiske titel "Rundtgåing av den transcendentale egenhetens støtte". Filosofem var med sine 65 minutter endnu længere end sin forgænger, Hvis Lyset Tar Oss. Albummet nød en uhørt stor popularitet for et black metal-album, hjulpet på vej af den massive presseomtale der var af Vikernes på det tidspunkt. Derudover viste albummet også visse musikalske træk beslægtede med europop, og blev af nogle spøgende kaldt for "Odinpop". All Music Guide har udvalgt albummet som et, der er specielt "værd at lytte til".
Vikernes selv sad fængslet både da albummet blev mikset, produceret og udgivet, og skulle angiveligt aldrig have hørt dets endelige form.
Burzum var nu på alles læber, og oplevede blandt andet at få sin første, og eneste, musikvideo, til nummeret "Burzum" (også kendt som "Dunkelheit") fra albummet Filosofem spillet på MTV, hvor Vikernes blev omtalt som "Kongen af norsk black metal".

### Dauði Baldrs,Hliðskjálfog prøveløsladelse
Mens Burzums musik spredte sig hastigt rundt om i verden, indspillede Vikernes igennem 1994-1995 ny musik fra fængslet, som han udgav som Dauði Baldrs i 1997.
Albummet adskiller sig fuldstændigt fra sine forgængere, da det udelukkende er ambient musik, og alle spor af black metal er forsvundet. Dette skyldes at Vikernes kun måtte have en synthesizer i sin celle, og at han omtrent på samme tid begyndte at afskrive alle former for rock og metal som "negermusik".
Albummet er derudover et konceptalbum idet hele albummet omhandler Balders død i den nordiske mytologi. Albummet blev langt fra lige så godt modtaget som Filosofem, og interessen for albummet var ikke særlig stor. Vikernes står på omslaget benævnt "Varg Kvisling Larsson Vikernes", som en hyldest til Vidkun Quisling
Efter udgivelsen af Dauði Baldrs fortsatte Burzum sit virke, og indspillede mere materiale fra fængslet, som blev udgivet 26. april 1999 under titlen Hliðskjálf. Dette album omhandlede tekstmæssigt set Ragnarok. På dette tidspunkt var Vikernes begyndt at fokusere mere på odalisme og oldgermanisk folklore. Dette blev reflekteret i at samtlige sangtitler og anden tekst på albumomslaget var på tysk.
Ligesom Dauði Baldrs var Hliðskjálf et ambient-album, som udelukkende blev indspillet ved brug af synthesizer.
Efter udgivelsen af Hliðskjálf fik Vikernes af uvisse årsager konfiskeret sin synthesizer,[kilde mangler] og han var derfor ude af stand til at fortsætte produktionen. Han opløste Burzum i 2000, angiveligt fordi han var skuffet over at fans stadig forbandt det med satanisme. Han gav dog senere udtryk for, at han ville genoptage Burzum-projektet, når han blev løsladt fra fængslet, samt at evt. fremtidige album nok ville være black metal som de gamle.
Vikernes blev prøveløsladt i maj 2009, og har efterfølgende indspillet to nye Burzum-album, Belus, som blev udgivet i marts 2010 og Fallen i marts 2011.

## Musikalsk stil
Selvom Burzum er klassificeret som et black metal-band, adskiller dets black metal-musik sig på mange punkter fra mere "traditionel" black metal såsom Darkthrone og Mayhem. Blandt andet har Burzum flere passager med black ambient – en genre som Burzum i øvrigt også betragtes som pionér indenfor. 
Mens bands som Darkthrone og Mayhem havde fokus på aggressivitet og kaos, med voldsomt hurtig trommerytme og til tider growlende vokal, havde Burzum i stedet fokus på trance-lignende gentagelser, monotoni og ensformighed. Burzum inkorporerede også keyboards i mange af sine sange – noget der på daværende tidspunkt blev betragtet som højst besynderligt af et black metal-band.
Burzums vokal er blevet både rost og kritiseret for sine "sindssyge" skrig, som skulle give indtrykket af fortvivlelse, vrede eller depression. [kilde mangler]
Meget af musikken på Burzums første fire album veksler mellem aggressive, mere "traditionelle" black metal-numre, og black ambient med brug af keyboards, og ofte uden vokal.
De to seneste album er lavet med kun en enkelt synthesizer, og har ingen vokal, guitar, trommer eller andre typiske black metal-instrumenter. Den karakteristiske ensformighed fra de tidligere black ambient-numre er stadig synlig.
Bandets eneste medlem, Varg Vikernes, har selv beskrevet musikken som "monoton, for det meste ukompliceret, og også melankolsk".

## Diskografi
| - 1991: Burzum (demo I) - 1992: Burzum (demo II) - 1992: Burzum (demo III) - 1992: Burzum - 1993: Det Som Engang Var - 1994: Hvis Lyset Tar Oss - 1995: Burzum/Aske - Genudgivelse af af Burzum og Aske - 1996: Filosofem - 1997: Dauði Baldrs - 1999: Hliðskjálf - 2010: Belus - 2011: Fallen - 2012: Umskiptar - 2013: Sôl austan, Mâni vestan - 2014: The Ways of Yore - 2020: Thulêan Mysteries | - 1993: Aske Kun Burzum - 1998: 1992-1997 - 2002: Anthology - 2005: Draugen - Rarities Hvorpå Burzum medvirker - Presumed Guilty (Misanthropy opsamlingsalbum) - (1998) - Gummo (soundtrack) - (1998) - Fenriz Presents ...The Best Of Old School Black Metal - (2004) - Dunkelheit (udgivet på VHS) - (1996) |  |

## Bandmedlemmer
- Varg "Count Grishnackh" Vikernes - Vokal, guitar, bas, trommer, synthesizer (1991 - 2018)

### Tidligere medlemmer
- Øystein Aarseth - Guitar (1992)
- Samoth - Bas (1992)